# Schwirrammer

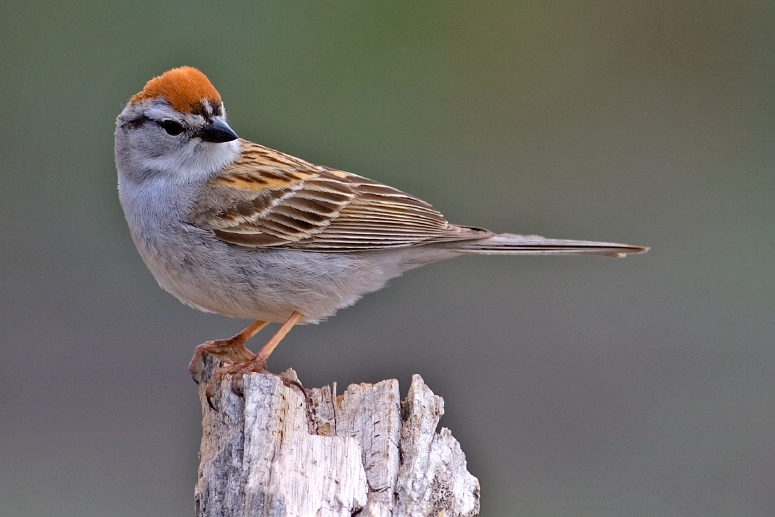
Eine Schwirrammer

Die Schwirrammer (Spizella passerina) ist ein kleiner Sperlingsvogel aus der Familie der Neuweltammern. Die Schwirrammer ist in fast ganz Nordamerika verbreitet.

## Merkmale
Altvögel haben eine rostfarbene Haube, einen dunklen Schnabel und einen grauen Unterkörper. Sie haben einen braunen Rücken mit dunklen Streifen, braune Flügel mit weißen Strichen und einen schmalen Schwanz. Ihr Gesicht ist grau mit einer horizontalen schwarzen Linie die über das Auge geht.

## Lebensraum
Der ursprüngliche Lebensraum der Schwirrammern waren wahrscheinlich Nadelwälder, aber durch Anpassung an die Veränderungen mit der zunehmenden Besiedlung durch Menschen, wurden neue Lebensräume erschlossen. Sie lebt heute in Wäldern, landwirtschaftlich genutzten Flächen, Parkanlagen und in städtischen Vorbezirken in Nordamerika. Die Schwirrammer zieht im Winter nach Mexiko und in die südlichen Bundesstaaten der USA.

## Lebensweise
Die Schwirrammern suchen am Boden oder in niedrigen Büschen nach Futter. Manchmal fangen sie auch im Flug Insekten. Die Hauptnahrungsquelle sind Insekten und Samen. Außerhalb der Brutzeit leben die Schwirrammern in Schwärmen. Ihr Gesang ist ein einfaches Trillern. Ihre Nester baut die Schwirrammer üblicherweise in Nadel- oder Laubbäumen und gelegentlich auch auf dem Boden.

## Unterarten
Es sind fünf Unterarten bekannt:
- Spizella passerina passerina (Bechstein, 1798)[2] – Die Nominatform kommt im Südosten Kanadas bis ins zentrale und östliche Gebiet der USA vor.
- Spizella passerina arizonae Coues, 1872[3] – Die Unterart kommt von Alaska bis in den Nordwesten Mexikos vor.
- Spizella passerina atremaea RT Moore, 1937[4] – Diese Unterart ist im Westen Mexikos verbreitet.
- Spizella passerina mexicana Nelson, 1899[5] – Diese Unterart ist von Zentral- bis Südmexiko und dem Nordwesten Guatemalas verbreitet.
- Spizella passerina pinetorum Salvin, 1863[6] – Diese Unterart kommt im Nordosten Guatemalas über Belize bis in den Nordosten Nicaraguas vor.

## Etymologie und Forschungsgeschichte
Johann Matthäus Bechstein beschrieb die Schwirrammer unter dem Namen Fringilla passerina.  Als Fundort des Typusexemplar gab er Québec an. Es war Charles Lucien Jules Laurent Bonaparte der erstmals die neue Gattung Spizella für die Klapperammer (Spizella pusilla) (A. Wilson, 1810) einführte. Erst später wurde auch die Schwirrammer dieser Gattung zugeordnet. Dieser Name ist das Diminutiv des griechischen »spiza σπιζα« für »Fink« und leitet sich wiederum von »spizō σπιζω« für »zwitschern« ab. Das Artepitheton »passerina« stammt vom lateinischen »passerinus« für »Sperling ähnlich« ab. »Arizonae« bezieht sich auf Arizona, da Coues zumindest dort das Verbreitungsgebiet dieser Unterart sah. »Mexicana« bezieht sich auf das Land Mexiko. Nelson nannte die Unterart deshalb auch Mexican Chipping Sparrow. »Pinetorum« ist das lateinische Wort für »auf den Kiefern«, was sich von »pinus« für »Kiefer« ableitet. »Atremaea« leitet sich vom griechischen »atremaios ατρεμαιος« für »still, ruhig« ab.

### Bücher
- A. L. Middleton: Chipping Sparrow (Spizella passerina). In: The Birds of North America. 334/1998, Philadelphia, PA.
- Johann Matthäus Bechstein: Johann Latham's allgemeine Uebersicht der Vögel. Band 3. Schneider und Weigel, Nürnberg 1798.
- Elliott Coues: Key to North American birds; containing a concise account of every species of living and fossil bird at present known from the continent north of the Mexican and United States boundary. Illustrated by 6 steel plates, and upwards of 250 woodcuts. Dodd and Mead, New York 1872 (biodiversitylibrary.org [abgerufen am 11. Februar 2015]).
- James A. Jobling: Helm Dictionary of Scientific Bird Names. Christopher Helm, London 2010, ISBN 978-1-4081-2501-4.

### Artikel in Journalen
- D. J. Albrecht, L. W. Oring: Song in chipping sparrows, Spizella passerina: Structure and function. In: Animal Behaviour. vol 50, 1995, S. 1233–1241.
- S. H. Anderson, R. I. J. Van Hook: Uptake and Biological Turnover of Cadmium-109 in Chipping Sparrows Spizella-Passerina. In: Environmental Physiology & Biochemistry. vol 3, no 5, 1973, S. 243–247.
- F. W. Braestrup: Evolution of Vertebrates Parus-Ater Parus-Cristatus Parus-Montanus Nemeritis-Canescens Phylloscopus-Sibilatrix Delichon-Urbica Spizella-Passerina Peromyscus-Maniculatus Turdus-Merula Turdus-Viscivorus Acrocephalus-Palustris. In: Zoologischer Anzeiger. vol 181, no 1/2, 1968, S. 1–22.
- P. O. Catherine, C. O. Joseph: Effects of Brown-headed Cowbirds on the nesting success of Chipping Sparrows in southwest Colorado. In: The Condor. vol 103, no 1, 2001, S. 127.
- W. R. Dawson, C. Carey, C. S. Adkisson, R. D. Ohmart: Responses of Brewers Sparrows Spizella-Breweri and Chipping Sparrows Spizella-Passerina to Water Restriction. In: Physiological Zoology. vol 52, no 4, 1979, S. 529–541.
- C. G. Earley: Brown-headed Cowbird, Molothrus-ater, Seen Removing a Chipping Sparrow, Spizella-passerina, Egg. In: Canadian Field-Naturalist. vol 105, no 2, 1991, S. 281–282.
- E. R. Fillmore, R. D. Titman: Chipping Sparrow Hanged. In: Canadian Field-Naturalist. vol 91, no 1, 1977, S. 69–69.
- J. Foster, R. Tozer: Chipping sparrow feeds young of Eastern Kingbird. In: Ontario Birds. vol 19, no 2, 2001, S. 79–83.
- Liu W-C, Kroodsma DE.: Song development by chipping sparrows and field sparrows. In: Animal Behaviour. vol 57, 1999, S. 1275.
- Liu W-C, Kroodsma DE.: Dawn and daytime singing behavior of chipping sparrows (Spizella passerina). In: Auk. vol 124, no 1, 2007, S. 44–52.
- A. L. A. Middleton, D. R. C. Prescott: Polygyny, Extra-pair Copulations, and Nest Helpers in the Chipping Sparrow, Spizella-passerina. In: Canadian Field-Naturalist. vol 103, no 1, 1989, S. 61–64.
- R. R. Moldenha, P. G. Taylor: Energy-intake by Hydropenic Chipping Sparrows (Spizella-passerina-passerina) Maintained on Different Diets. In: Condor. vol 75, no 4, 1973, S. 439–445.
- H. R. Pulliam: Do Chipping Sparrows Spizella-Passerina-Arizonae Forage Optimally. In: Ardea. vol 68, no 1-4, 1980, S. 75–82.
- J. D. Reynolds, R. W. Knapton: Nest-Site Selection and Breeding Biology of the Chipping Sparrow Spizella-Passerina. In: Wilson Bulletin. vol 96, no 3, 1984, S. 488–493.
- D. M. Scott: House Sparrow and Chipping Sparrow Feed the Same Fledgling Brown-headed Cowbird. In: Wilson Bulletin. vol 100, no 2, 1988, S. 323–324.
- G. A. Simmons, N. F. Sloan: Consumption of Jack-Pine Budworm Choristoneura-Pinus by the Eastern Chipping Sparrow Spizella-Passerina. In: Canadian Journal of Zoology. vol 52, no 7, 1974, S. 817–821.
- N. F. Sloan, G. A. Simmons: Foraging Behavior of the Chipping Sparrow in Response to High Populations of Jack Pine Budworm. In: American Midland Naturalist. vol 90, no 1, 1973, S. 210–215.
- P. A. Stewart: Bird Migration through an Abandoned Farmstead Richmondena-Cardinalis Behavior Dendroica-Palmarum Guiraca-Caerulea Spizella-Passerina. In: Chat. vol 32, no 4, 1968.
- H. M. Swanson, B. Kinney, A. Cruz: Breeding biology of the Chipping Sparrow in ponderosa pine forests of the Colorado Front Range. In: Wilson Bulletin. vol 116, no 3, 2004, S. 246–251.
- L. Wan-Chun: The effect of neighbours and females on dawn and daytime singing behaviours by male chipping sparrows. In: Animal Behaviour. vol 68, 2004, S. 39.
- L. Wan-Chun, E. K. Donald: Song Learning by Chipping Sparrows: When, Where, and from Whom. In: The Condor. vol 108, no 3, 2006, S. 509.
- R. M. Zink, D. L. Dittmann: Population structure and gene flow in the chipping sparrow and a hypothesis for evolution in the genus Spizella. In: The Wilson Bulletin. vol 105, no 3, 1993, S. 399–413.
- Robert Thomas Moore: New races of Myadestes, Spizella and Turdus from northwestern Mexico. In: Proceedings of the Biological Society of Washington. Band 50, 1937, S. 201–205 (biodiversitylibrary.org [abgerufen am 11. Februar 2015]).
- Edward William Nelson: Descriptions of New Birds From Mexico. In: The Auk. Band 16, Nr. 1, 1899, S. 25–31 (englisch, unm.edu [PDF; 266 kB; abgerufen am 11. Februar 2015]).
- Osbert Salvin: Description of thirteen new species of birds discovered in Central America by Frederick Godman and Osbbert Salvin. In: Proceedings of the Scientific Meetings of the Zoological Society of London for the Year 1863. Nr. 2, 1863, S. 186–192, Tafel 23, 24 (biodiversitylibrary.org [abgerufen am 11. Februar 2015]).
- Charles Lucien Jules Laurent Bonaparte: Saggio d'una distribuzione metodica degli Animali Vertebrati a sangue freddo. In: Giornale Arcadico di Scienze Lettere ed Arti. Band 52, 1832, S. 129–209 (biodiversitylibrary.org [abgerufen am 19. Februar 2015]).